# Villa Lehmann (Berlin)

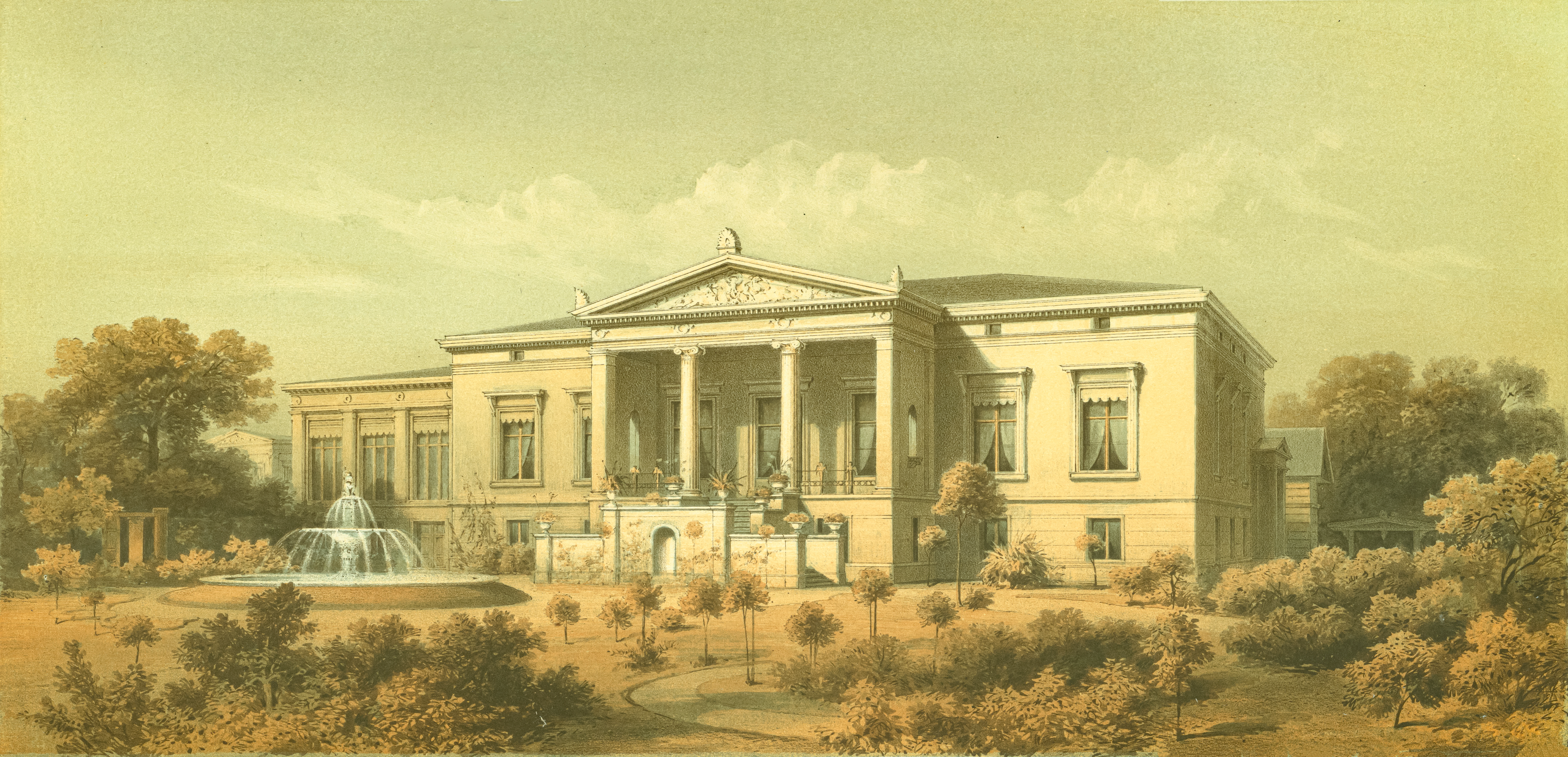
Ansicht der Villa Lehmann mit Garten von der Sigismundstraße 4, 1864, hinter der Villa das Wirtschaftsgebäude

Die Villa Lehmann war eine 1855–1857 nach Plänen des Architekten Gustav Adolph Linke erbaute Villa in Berlin, auf dem Grundstück Sigismundstraße 4 in der unteren Friedrichsvorstadt (Tiergarten-Viertel). Langjähriger Besitzer war Stadtgerichtsrat Julius Carl Lehmann, der 1859 auch die anstoßende Regentenstraße anlegen ließ. Nach seinem Tod wurde die Immobilie 1892 verkauft, 1893 die Villa und das Nebengebäude abgebrochen und das große Grundstück neu parzelliert. Von den Nachfolgebauten überstand einzig die Villa Parey (Sigismundstraße 4a) die Zerstörungen des Zweiten Weltkriegs. Der ehemaligen Standort der Villa Lehmann ist mit weiteren Nachbargrundstücken heute vom 1998 fertiggestellten Neubau der Gemäldegalerie der Staatlichen Museen zu Berlin überbaut.

## Lage und Bauherren

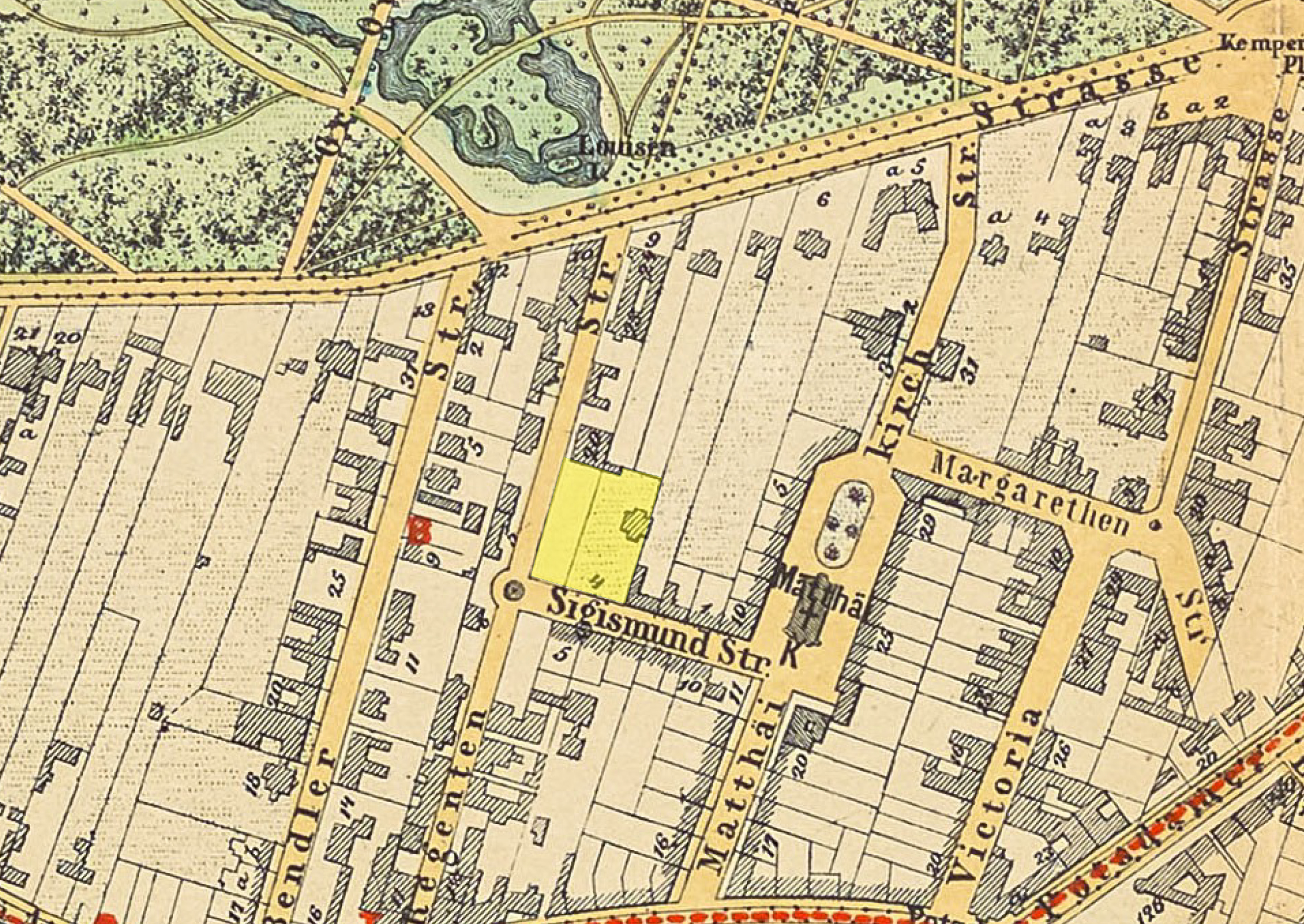
Lageplan von etwa 1875, gelb unterlegt: Grundstück der Villa Lehmann

In seiner auch für die damalige Zeit ungewöhnlichen Größe vereinigte das Grundstück der Villa Lehmann mehrere kleinere Parzellen, die aus Bau- und Parzellierungsplänen der beiden benachbarten Grundstücke Tiergartenstraße 8 und 9 hervorgingen. Beide erstreckten sich zu Beginn der 1850er Jahre noch von der Tiergartenstraße bis zur Grabenstraße, dem heutigen Reichpietschufer, am Landwehrkanal.

### Parzellierung Tiergartenstraße 8
Der Kaufmann Hermann Jacobsohn war seit dem 1. Oktober 1851 Eigentümer des Grundstücks Tiergartenstraße 8. Bereits 1853 ließ er seine Parzelle aufteilen. Den von der Grabenstraße erschlossenen südlichen Teil verkaufte er an den Nähnadelfabrikanten Carl Schleicher. Den mittleren Teil erwarb der Geheime Sanitätsrat Georg Wilhelm Werth. Dieser mittlere Teil war zwar bis dahin noch nicht erschlossen, es gab jedoch eine seit Planung und Bau der Matthäikirche und des Matthäikirchplatzes Mitte der 1840er Jahre vorgesehene Verbindungsstraße zur Bendlerstraße, der heutigen Stauffenbergstraße, die das Grundstück in zwei Hälften zerteilte. Von dieser Verbindung war vorerst nur eine unbefestigte Abzweigung als Erschließung der 1847/1848 neu erbauten viergeschossigen Wohnhäusern auf den bereits ausparzellierten Grundstücken der künftigen Verbindungsstraße entstanden. Die Häuser erhielten die Hausnummern Matthäikirchstraße 4, 5, 6 und 7. Georg Wilhelm Werth verkaufte das Teilgrundstück nördlich der geplanten Straße an Obermedizinalrat Stephan Friedrich Barez (* 30. August 1790; † 12. Januar 1856), der 1855 einen Bauantrag zur Errichtung einer freistehenden Villa stellte. Die Pläne stammten vom Architekten Gustav Adolph Linke. Noch während des Baus starb Barez, und der Kaufmann Maximilian Behrend übernahm das Grundstück mit der im Bau begriffenen Villa, die er mit einigen Veränderungen bis 1857 fertigstellen ließ. Erschlossen war die Villa über die unbefestigte Abzweigung der Matthäikirchstraße. Sie erhielt die Hausnummer Matthäikirchstraße 2l.

### Parzellierung Tiergartenstraße 9
Auch der Besitzer der Nachbarparzelle Tiergartenstraße 9, C. W. Trunck, Inhaber eines Möbelgeschäfts mit Spiegel- und Polsterwarenfabrik (Hoflieferant), beabsichtigte, sein Grundstück mit einer Straße zu erschließen und in kleinere Parzellen zum Bau von Wohnhäusern zu unterteilen. Er hatte bereits einen entsprechenden Bebauungs- und Parzellierungsplan in Auftrag gegeben. Anfang 1859 erwarb Stadtgerichtsrat Julius Carl Lehmann das Grundstück und hielt an den Plänen des Vorbesitzers fest. Zielstrebig schloss er mit dem Königlichen Polizeipräsidium am 23. April 1859 einen entsprechenden Vertrag. Auf Antrag Lehmanns erhielt die neue Straße, die heutige Hitzigallee, durch königliche Kabinettsorder vom 23. September 1860 den Namen Regentenstraße zu Ehren von Wilhelm I., der seit Oktober 1857 als Prinzregent für seinen erkrankten Bruder Friedrich Wilhelm IV. die Regierungsgeschäfte führte. Einen Teil der 21 Parzellen verkaufte Lehmann direkt, einige bebaute er selber und verkaufte sie später weiter.
Der Parzellierungsplan von Julius Carl Lehmann (1864 geadelt zu Julius Carl von Mannlich-Lehmann) berücksichtigte auch die geplante Verbindungsstraße zur Matthäikirche und ließ sie auf einen kleinen achteckigen Platz mit Brunnen einmünden, von dem aus weiterhin die Möglichkeit einer späteren Verlängerung zur Bendlerstraße bestand. Die Sigismundstraße wurde durch königliche Kabinettsorder 1863 genehmigt und 1864 gepflastert. Ihren Namen erhielt sie per königlicher Kabinettsorder vom 7. Januar 1865 zu Ehren des 1862 geborenen vierten Sohns des Prinzregenten Wilhelm. Damit war gleichzeitig das eigene Villengrundstück erschlossen, auch wenn weiterhin Baustellen die Umgebung prägten. Georg Wilhelm Werth beschwerte sich im Juli 1865 in einem Brief an den Polizeipräsidenten: „Die ganze Regentenstraße, soweit dieselbe noch nicht bebaut und von Herrn von Mannlich-Lehmann verkauft ist, gleicht einer Wüste und erregt das nicht unbegründete Erstaunen der anwohnenden Hohen Herrschaften.“ Im Weiteren beklagte er sich über den „12 Fuß hohen Bretterzaun, den Herr von Mannlich-Lehmann ohne polizeiliche Genehmigung zwischen Sigismund- und Regentenstraße aufgestellt hat“. Erst mit Bebauung der letzten Grundstücke nach 1870 verbesserte sich der Zustand.

## Baubeschreibung

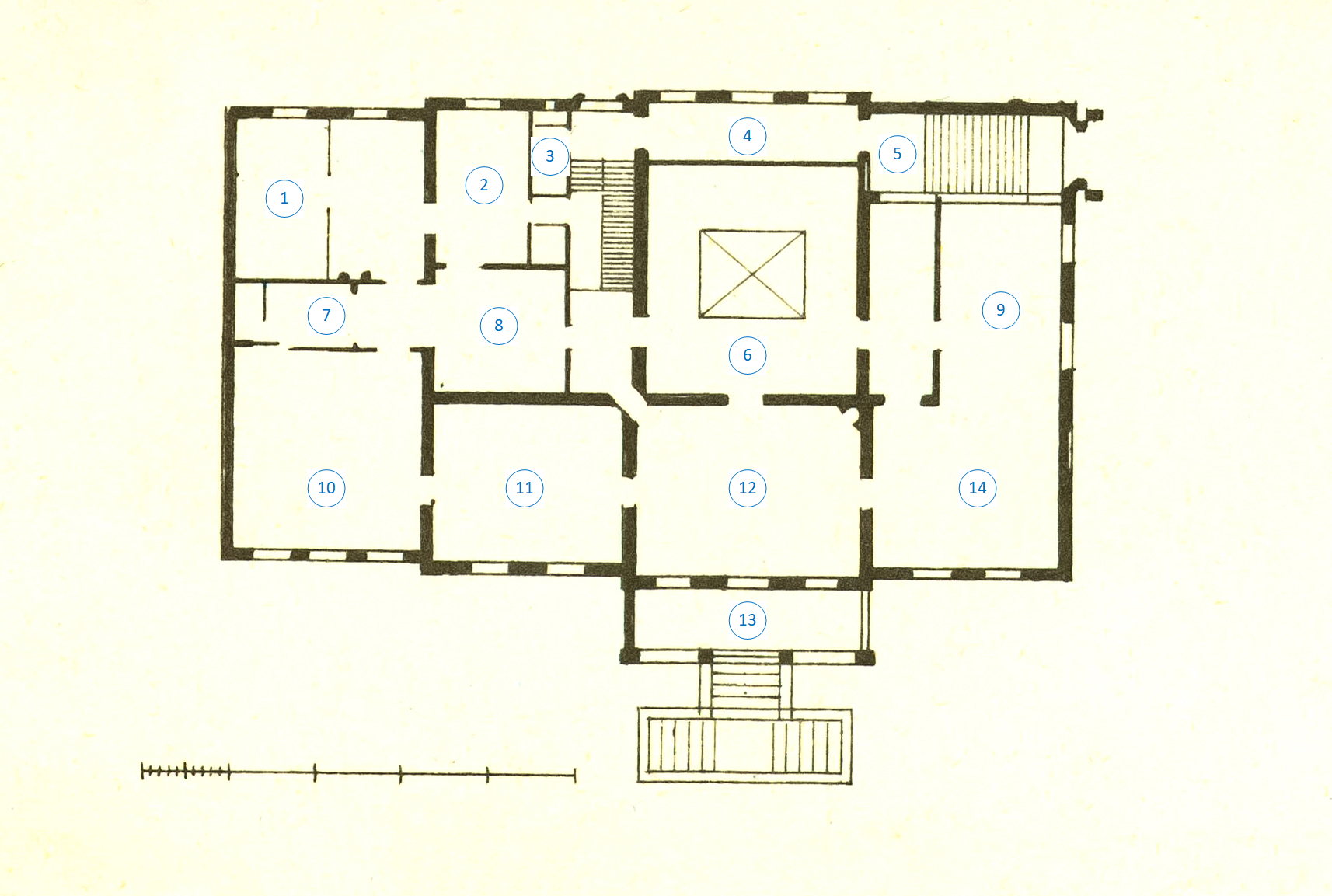
Grundriss Erdgeschoss, 1 Kinderzimmer 2 Schlafzimmer 3 Toilette 4 Flur 5 Vestibül 6 Gemäldesaal mit Oberlicht 7 Oberlicht 8 Schlafzimmer 9 Zimmer des Herrn 10 Wintergarten 11 Wohnraum 12 Salon 13 Loggia 14 Wohnraum; Bemaßung in Fuß

Architekt Linke gliederte im ursprünglichen Entwurf für Stephan Friedrich Barez die Villa in einen dreiachsigen Mittelteil und zwei Seitenflügeln mit je zwei Achsen. Der klassische Portikus mit ionischen Säulen betonte die Mittelachse der Hauptfront und öffnete das Gebäude zur Gartenseite hin. Über dem Fries mit Lorbeerkränzen folgte der mit Palmetten-Akrotere bekrönte Giebel. Sein reich geschmücktes Giebelfeld stand im Kontrast zu den ruhigen, glatten Putzflächen des Hauptgeschossen mit den großen, gerade verdachten Fenstern. Das leicht rustizierte Sockelgeschoss mit niedrigen, schmucklos ausgeschnitten Fenstern nahm die Wirtschafts- und Nebenräume auf. Das langgestreckte Stall- und Remisengebäude an der nördlichen Grundstücksgrenze war als Wirtschaftsgebäude einfacher ausgeführt.
Der Entwurf der Villa erinnert an das Potsdamer Schloss Charlottenhof und stand ganz in der Tradition der klassischen Tiergartenvillen der 1830er und 1840er Jahre, die meist nur im Sommer bewohnt waren. An diesem idealen, streng symmetrischen Entwurf ließ Maximilian Behrend einige praktische Veränderungen vornehmen. Ein seitlicher dreiachsiger Anbau an der Westseite störte zwar die Symmetrie, verschaffte aber zusätzlichen Wohnraum im Hauptgeschoss durch ein zusätzliches Kinderzimmer und einen Wintergarten mit raumhoher Verglasung, der Wohnzimmer und Salon erweiterte. Das Schlafzimmer im westlichen Flügel verlor durch die Planänderung sein Fenster und erhielt neu das Licht durch ein Oberlicht. Der neue Eingang an der Ostseite des Gebäudes bekam einen dorischen Portikus vorgesetzt, der den Eingangsbereich repräsentativer hervorhob. Die anschließende Treppe reichte ins Vestibül im Hauptgeschoss. Ein Flur führte zu den privaten Wohnräumen im hinteren Teil des östlichen Seitenflügels und des Anbaus. In diesem Bereich erschloss auch eine schmale Nebentreppe die Bedienstetenzimmern im Obergeschoss, die durch kleine quadratische Fenster in der Fassade erhellt wurden. Ein zweiter Flur verband im rechten Winkel das Vestibül mit dem Herrenzimmer und den Gesellschaftsräumen. Vor dem Salon in der Mittelachse lag die Loggia, die über eine dreiläufige Freitreppe mit Viertelpodest in den Garten führte. Hinter dem Salon lag im Zentrum des Gebäudes der hohe, fensterlose Gemäldesaal. Ein großes Oberlicht erhellte diesen eher ungewöhnlichen Raum.

## Kauf durch Julius Carl Lehmann
Wahrscheinlich 1863 erwarb Julius Carl Lehmann die Villa von Behrend und erweiterte den Garten um die nicht verkauften Parzellen I, II und III seines Bebauungsprojekts (Regentenstraße 18 und 19). Der Garten der Villa wurde so zu einem kleinen Park mit Springbrunnen, Wegenetz und differenziert angeordneten Pflanzengruppen und Bäumen.
Abgesehen von einer 1865 angebauten Holzveranda blieb die Villa selbst unverändert. Im Gemäldesaal mit Oberlicht fand von Mannlich-Lehmann Platz für seine Kunstsammlung. Seine Frau Adelheid war eine Enkelin des Hofmalers Johann Christian von Mannlich, und rund ein Drittel seiner Gemälde und die Hälfte seiner Zeichnungen befanden sich in Familienbesitz. Daneben sammelte er niederländische Kunst, darunter ein Knabenportrait von Cornelis de Vos, das er 1890 für die Ausstellung von Werken der niederländischen Kunst des 17. Jahrhunderts verlieh. und ein Kinderporträt. Zur Sammlung gehörten weiterhin Gemälde von Ferdinand Schauss, Gottlieb Schiffner und Johann Heinrich Tischbein dem Älteren. Nach dem Tod Julius Carl Lehmanns ging die Sammlung über seinen Sohn Maximilian von Mannlich-Lehmann (1851–1912) an die Enkel Lili und Maximilian. Lili Lenz-Schwanzara, verheiratet mit dem Schriftstelle Leo Lenz, ließ 1943 und 1944 den Großteil der Familiensammlung aus Berlin nach Schloss Kuhna und Schloss Carolath in Schlesien auslagern. Die Sammlung gilt als Kriegsverlust.

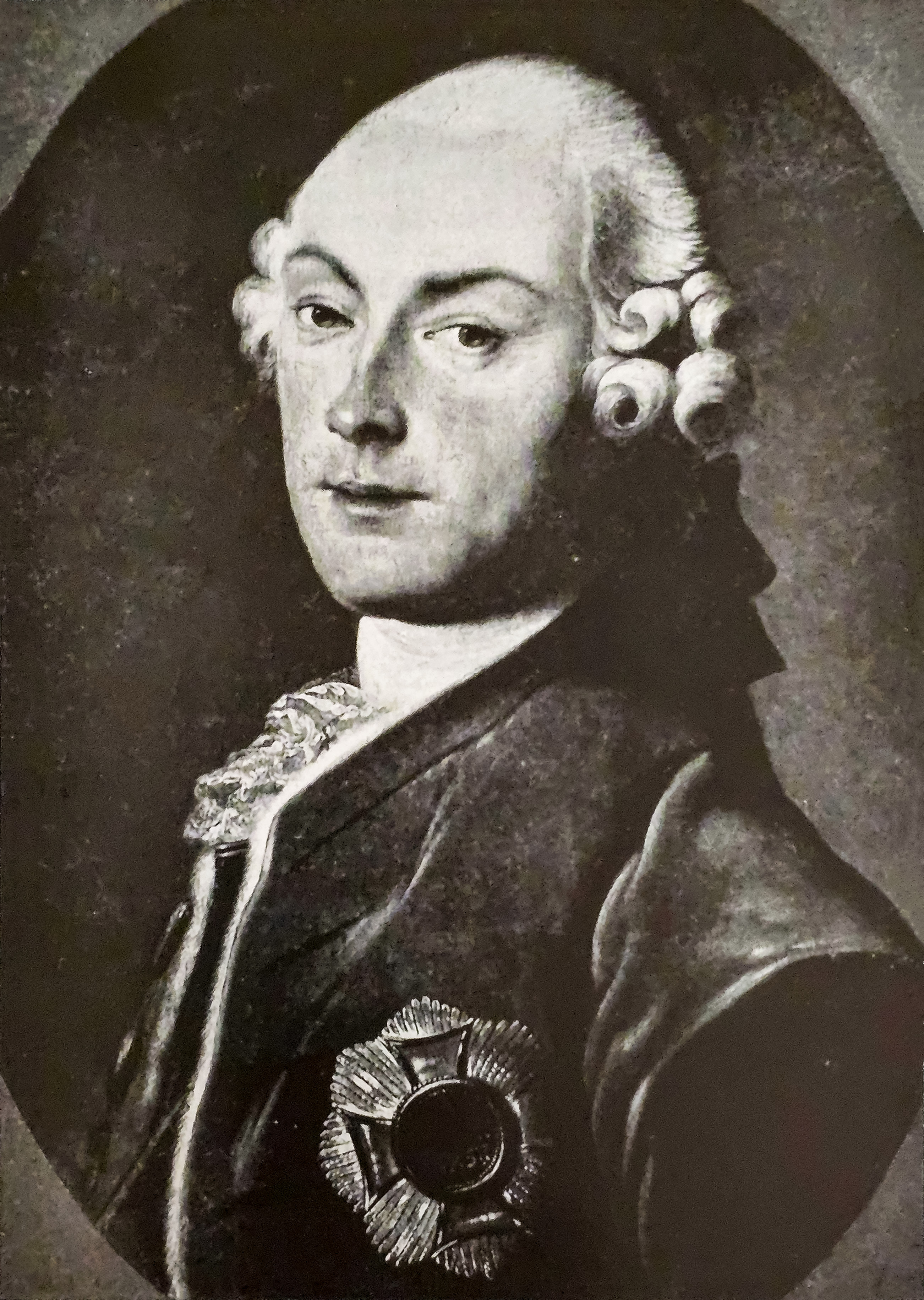
Johann Christian von Mannlich: Herzog Christian IV. von Zweibruecken,  ehemals Sammlung von Mannlich-Lehmann (Kriegsverlust)
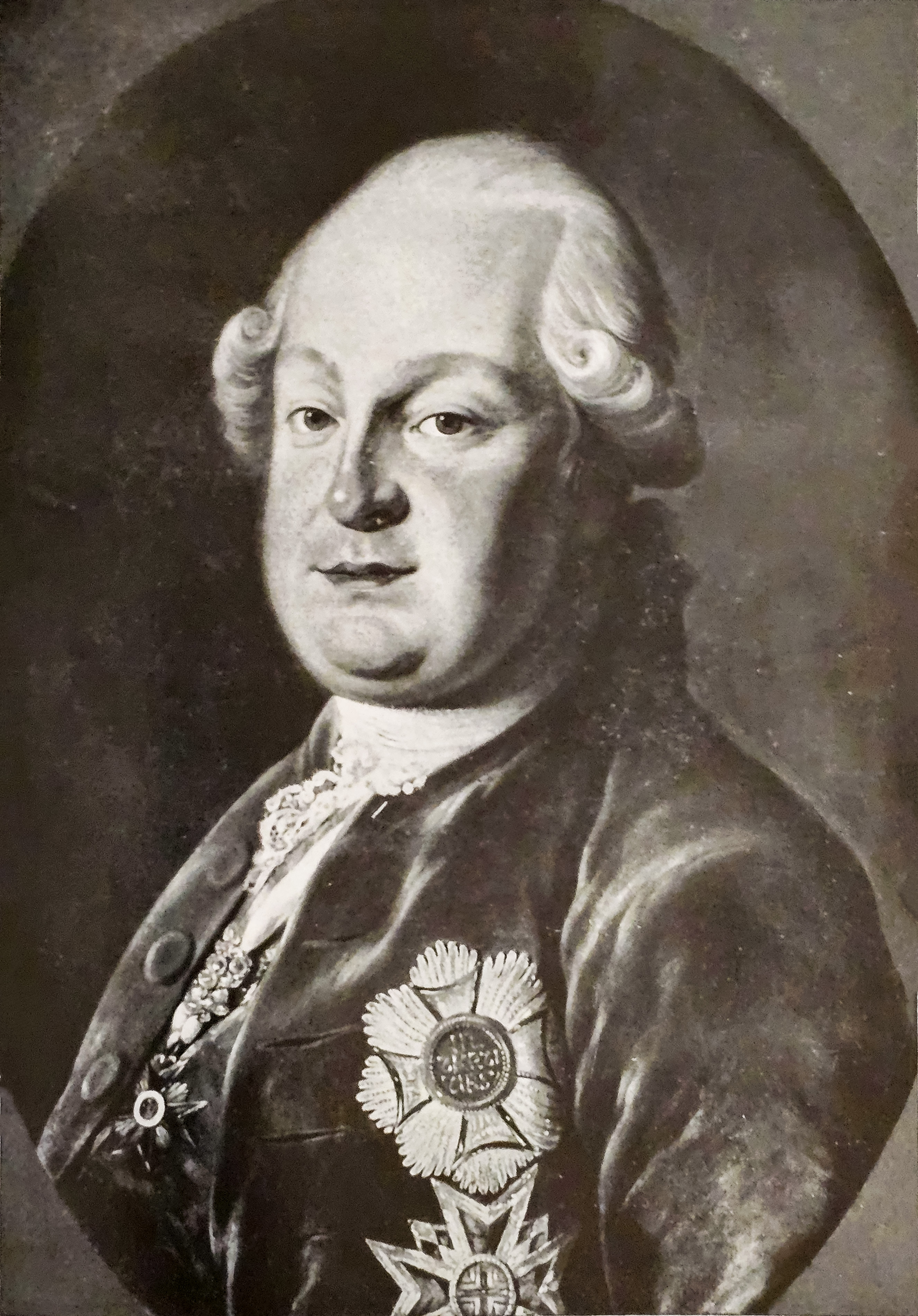
Johann Christian von Mannlich: Herzog Karl II. August von Zweibrücken, ehemals Sammlung von Mannlich-Lehmann (Kriegsverlust)

Im Haus Regentenstraße 20, anstoßend an den Park der Villa Lehmann, verbrachte der Kunstkritiker Max Osborn seine Jugendzeit. Sein täglicher Schulweg zum Wilhelms-Gymnasium führte ihn zu Beginn bis Mitte der 1880er Jahre durch die Regentenstraße. In einem Beitrag in der Vossischen Zeitung erinnerte er sich 1929 an die Villa und den Park: „Üppig rauschten die Kronen der alten Bäume aus den Gärten zu beiden Seiten, die damals noch erheblich mehr Raum einnahmen als heute. So war es namentlich an der Ecke der Sigismundstraße, wo das ganze Riesengrundstück Nummer 19 aus einem einzigen, dicht-versponnenen, wie verwunschen dreinschauenden Park bestand, durch dessen dichtes Unterholz man die im Hintergrund schlafende kleine Villa kaum erkennen konnte. […] Die Einmündung der Sigismundstraße trug einen besonderen Schmuck. Sie war nicht nur, wie noch heute, durch die gerundete Einbuchtung der westlichen Häuserseite, sondern auch durch eine kreisrunde Brunnenanlage mitten in der Achse der Regentenstraße betont. Der Springbrunnen, ein Aufbau aus der Mitte des vorigen Jahrhunderts, lief zwar nie und war ziemlich verrottet, aber er machte einen so anmutig verträumten Eindruck, daß man ihn eigentlich hätte stehen lassen sollen“.
Den zur Ruine gewordenen Springbrunnen ließ von Mannlich-Lehmann 1883 auf eigene Kosten beseitigen. Nachdem seine Frau Adelheid 1882 gestorben war, bewohnte er die Villa noch bis zu seinem Tod 1889. Die Erben verkauften das Grundstück 1892 an das Architekturbüro Kayser & von Großheim, das 1893 Villa und Nebengebäude abreißen und das Gelände neu parzellieren ließ. Auf den nun fünf Grundstücken entstanden vier Stadtvillen, darunter die heute noch erhaltene, in die Gemäldegalerie integrierte Villa Parey, die Villa Oscar Rothschild, die Stadtvilla Regentenstraße 19 für Wilhelm Joest, später langjähriger Wohnsitz von Eduard Arnhold, sowie das Hofmann-Haus. Diese Neubebauung widerspiegelt typisch die zunehmende Verdichtung der Bebauung im Tiergarten-Viertel, das sich durch das Wachstum Berlins zu einer zentralen Lage entwickelte. Mit Ausnahme der Villa Parey wurden alle Nachfolgebauten im Zweiten Weltkrieg zerstört und ihre Reste in der Nachkriegszeit beseitigt. Den ehemaligen Standort der Villa Lehmann mit weiteren Nachbargrundstücken belegt heute der 1998 fertiggestellte Neubau der Gemäldegalerie der Staatlichen Museen zu Berlin.